# Villa Waldweben

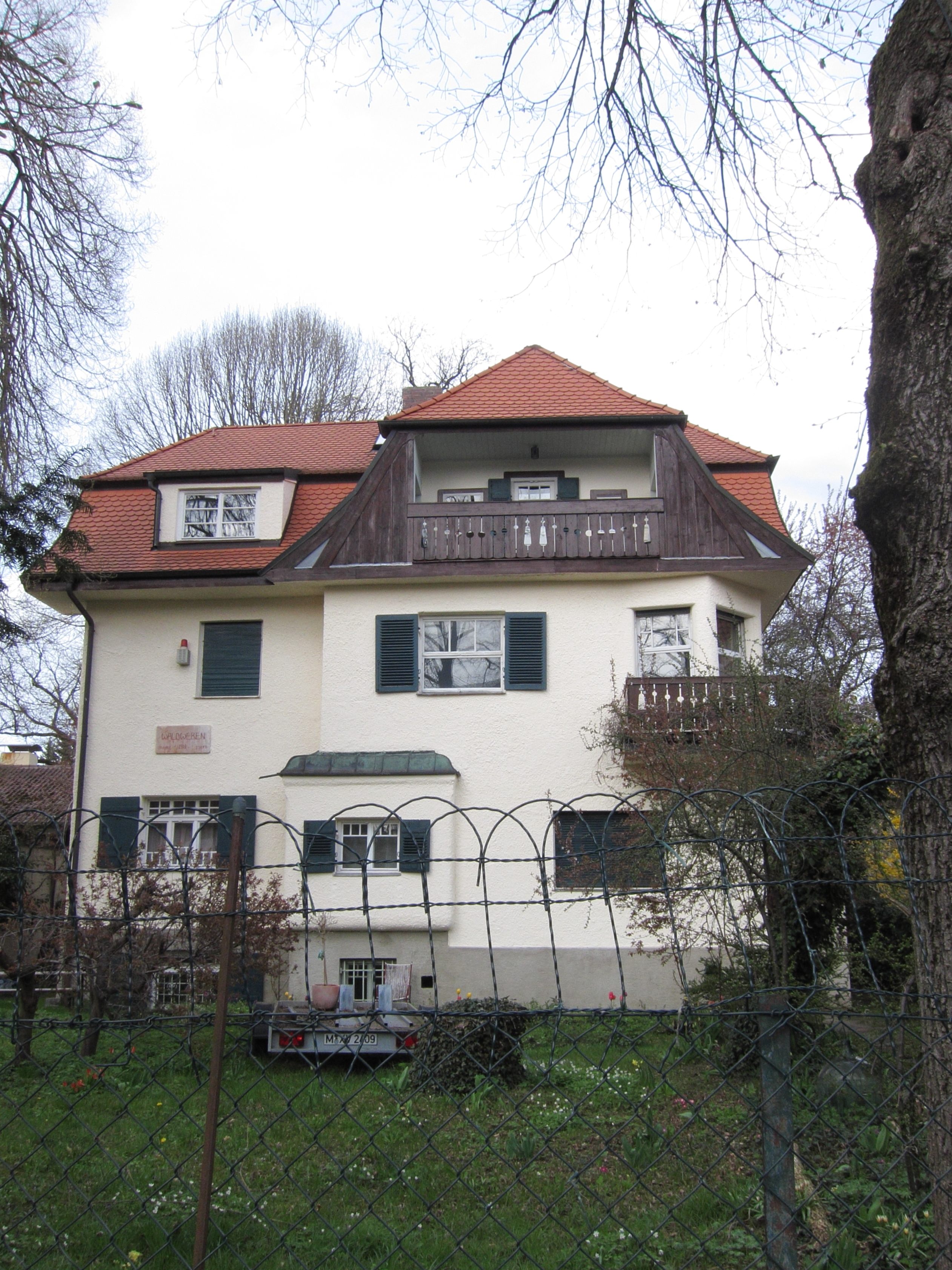
Villa Waldweben im Stadtteil Pasing von München

Die Villa Waldweben in der Pfeivestlstraße 32 im Stadtteil Pasing der bayerischen Landeshauptstadt München wurde 1910 errichtet. Die Villa, die nach Plänen des Architekten Joseph Schermüller erbaut wurde, ist ein geschütztes Baudenkmal.
Der historisierende Bau, für Baron Trotha errichtet, trägt die Züge des reformerischen Heimatstils. Das Haus ist nach Süden zur Straße ausgerichtet.